# 손님1 첫번째 이야기
"손님1 첫번째 이야기"는 2011년에 개봉한 대한민국의 영화이다.

## 캐스팅
- 신이 : 나연 역
- 황선환 : 미친 사내 역
- 김한규 : 지민 역
- 김태정 : 은진 모 역